# Evacuación del hospital de Pakrac

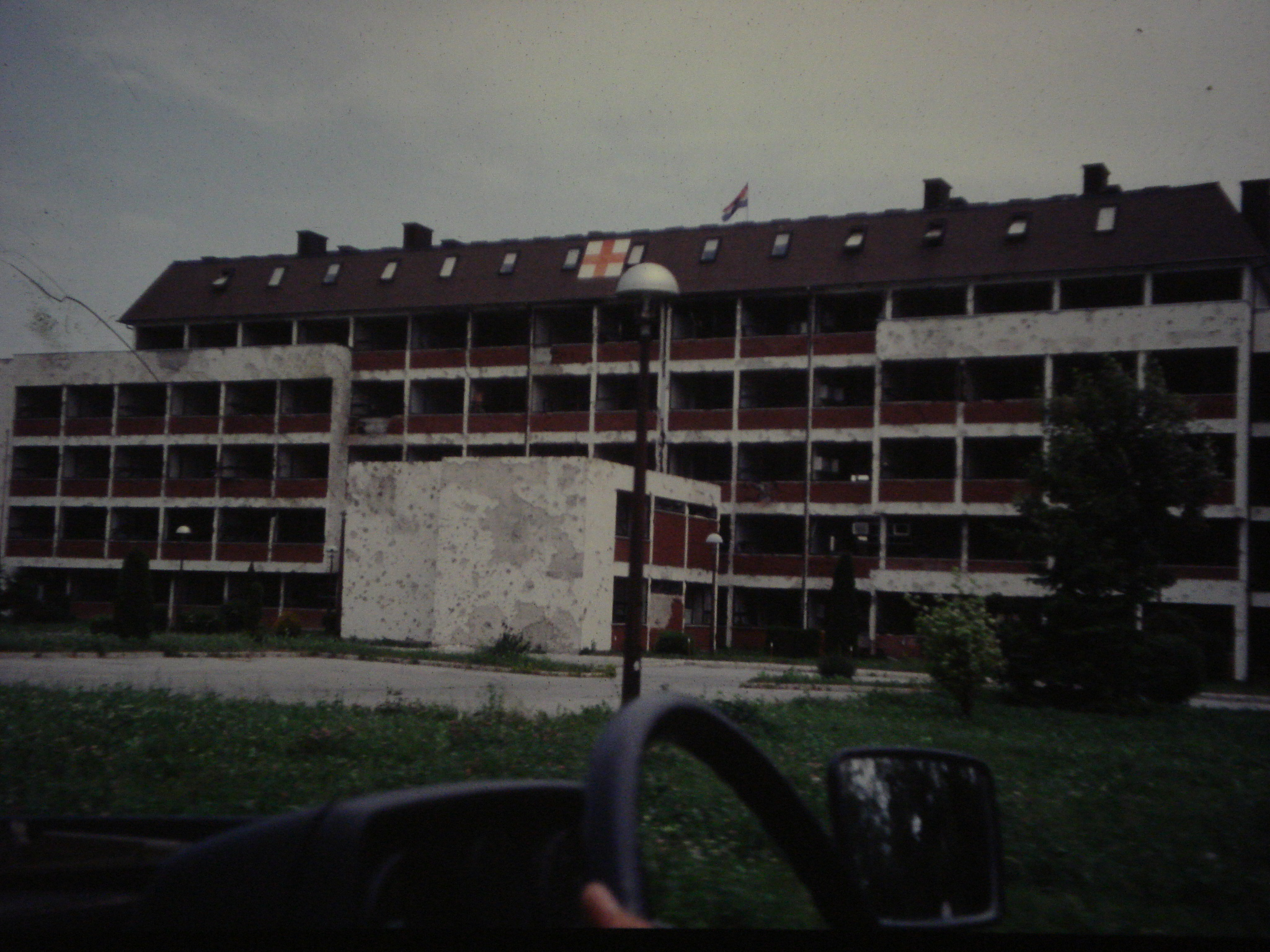
Edificio más nuevo del Hospital de Pakrac tal como quedó luego de las operaciones de 1991.

El Hospital de Pakrac, que a partir de agosto de 1991 había quedado en medio de la línea de confrontación entre tropas gubernamentales croatas por un lado y milicias serbias y Ejército Popular Yugoslavo (JNA) por el otro, fue exitosamente evacuado en una acción humanitaria en la noche del 29 de septiembre de ese año.  
A través de esta acción, las autoridades sanitarias croatas y miembros de su Guardia Nacional buscaron preservar la salud de los internados en ese nosocomio, mayormente con enfermedades psíquicas. La cantidad de evacuados varía según la fuente: de 300 a 270 y 20 del personal sanitario.

## Situación general de la ciudad de Pakrac en septiembre de 1991
En el año 1991, la ciudad de Pakrac estaba constituida por una mayoría serbia. En marzo de ese año, la población de esa identidad había comenzado un levantamiento contra las autoridades croatas que conduciría a un conflicto abierto entre agosto y diciembre de 1991. 
La confrontación se inició con el Enfrentamiento de Pakrac en marzo de 1991, siguió con la muerte de dos policías croatas en junio y julio y estalló el 19 de agosto con un infructuoso intento de captura de la ciudad por parte de los serbocroatas. 
El 19 de septiembre, el 5.º Cuerpo del Ejército Popular Yugoslavo (Banja Luka) recibió la orden de atacar en la dirección Okučani - Daruvar - Virovitica  con el objetivo de dividir Eslavonia, alcanzar la frontera con Hungría y desbloquear las guarniciones del JNA en la región. Esta operación ofensiva no mantuvo su ímpetu y llegó solo hasta Pakrac. El territorio más al norte, como Slatina, Daruvar y Grubišno Polje, fue defendido solo por miembros de las defensas territoriales serbias. Sus posiciones más avanzadas estuvieron en Dereza.

### El Hospital / Centro de Salud de Pakrac

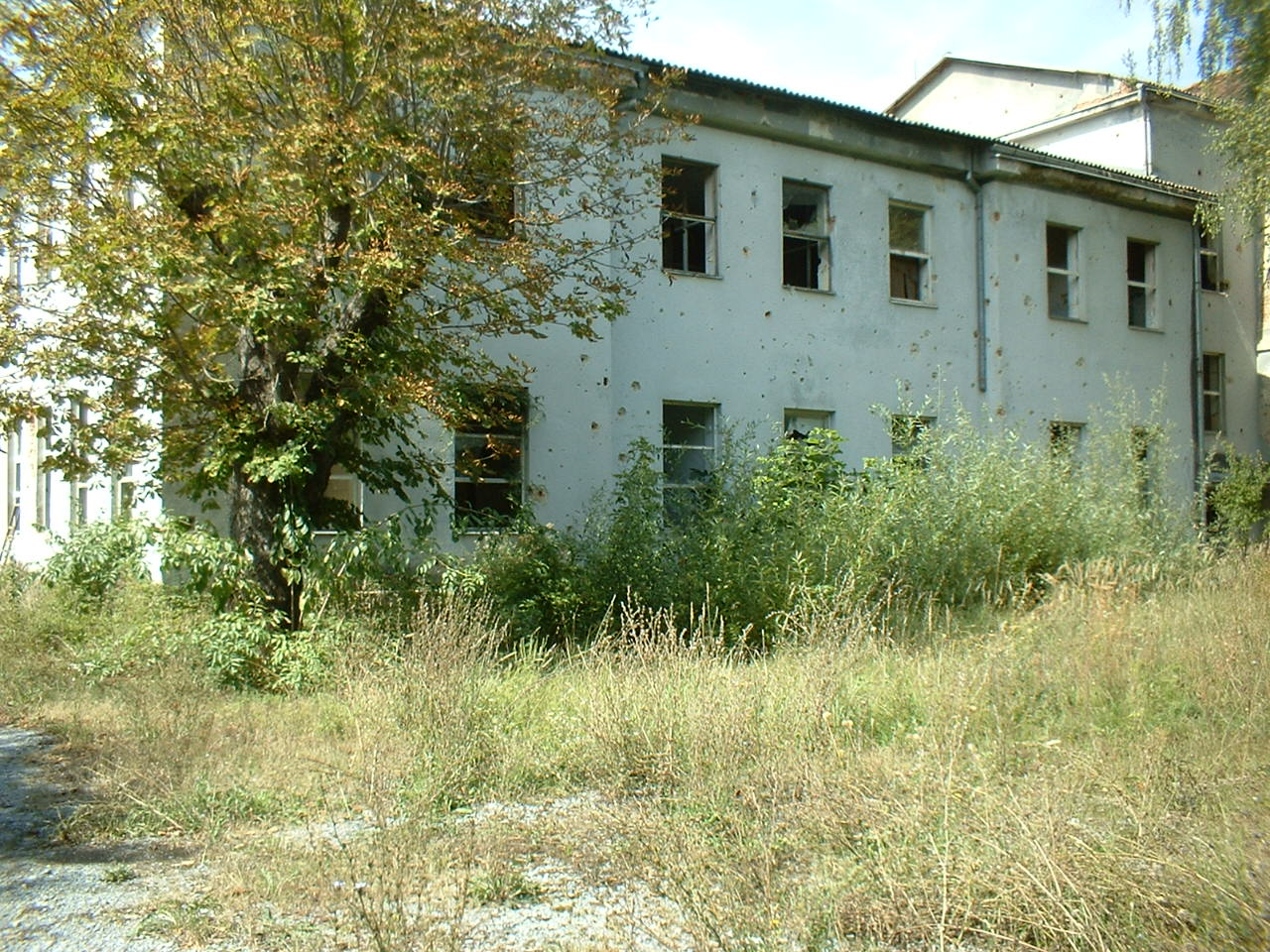
Pakrac. Vista del sector sur del pabellón psiquiátrico del hospital general de la ciudad. Severamente dañado durante la Guerra de Croacia. Entre 1992 y 1995 fue la Base Hospital de UNPROFOR. Toma de octubre de 2003.

El Hospital de Pakrac, el que verdaderamente debe considerarse como Centro o Complejo de Salud, constituía un hospital general con varios edificios y distintos servicios. Antes de la Guerra de Croacia tenía 680 camas, 320 de ellas eran del pabellón psiquiátrico. Era un nosocomio moderno y bien equipado contando con 613 empleados, de ellos 75 médicos y 280 enfermeras.
En 1991 ocupaba un predio de 250 x 250 metros. Dicho espacio tenía, en su parte posterior, al oeste, el río Pakra como límite. A unos treinta / cincuenta metros más al oeste se ubicaba la calle Matije Gupca que enlaza a Lipik al sudeste y a Prekopakra al norte (conectando con Matkovac - Gornja Obrijež - Daruvar / Garesnica).   
La localización del Complejo era a unos ochocientos metros al sur del centro de la ciudad y a unos ochocientos metros frente al sector que fuera ocupado por las milicias serbias y el JNA en Gavrinica (sector este de Pakrac de mayoría serbia) a partir de agosto de 1991. Desde dichos lugares, las partes de la ciudad bajo control croata podían ser perfectamente observadas ya que están más elevadas.  
El hospital comprendía un edificio mayor, construido en 1983, rodeado de otros pabellones de fin del siglo XIX, uno de ellos el psiquiátrico. El edificio más moderno contaba con la mayoría de los servicios: internación, ginecología, maternidad, clínica, cirugía, unidad de terapia intensiva, radiología, etc.

## Ataque del 19 de agosto de 1991
El 19 de agosto de 1991 se produjo el primer asalto serbio a Pakrac. En la mañana se hizo fuego de morteros y ametralladoras hacia las instalaciones del hospital. Dos miembros de su personal fueron heridos. En la tarde, milicianos serbios ingresaron al hospital y secuestraron a su director, el Dr. Vladimir Solar (este médico croata será transferido al centro de detención de Bučje y luego al de Stara Gradiška. El 6 de febrero del año siguiente será liberado). A través de la acción de la Unidad Antiterrorista Lučko se liberó al nosocomio el mismo día del ataque.
A partir de entonces, las instalaciones sufrieron constante fuego de artillería, incluidos cañones antiaéreos, a pesar del signo claramente marcado de la Cruz Roja. Esto obligó a los médicos a desplazar a los enfermos a los sótanos.
Desde el 20 al 24 de agosto, repetidos ataques de mortero se produjeron contra al hospital dañando la unidad de terapia intensiva, oficinas y la cocina. Los suministros de agua y electricidad se interrumpieron. Las semanas siguientes, la situación mejoró un poco aunque los empleados y médicos tenían problemas para abandonar las instalaciones debido a los combates en los alrededores.
El 24 de septiembre, unidades del 5.° Cuerpo de Ejército - Banja Luka del JNA arribaron al área de Pakrac modificando la situación táctica. Del 24 al 26, los serbios cortaron las salidas de la ciudad. El bloqueo estaba en Kukunjevac, Toranj, Batinjani y Gornja Obrijež y en el ingreso por la ruta principal desde Daruvar.
Entre el 22 y 24 de septiembre, cinco empleados del centro de salud son heridos (fuego de morteros y francotiradores).
Los ataques al hospital se intensifican a partir del 24 dañando vidrios de ventanas, la fachada y provocando una nueva interrupción de la electricidad y cortando las líneas telefónicas. Los pacientes y personal sanitario nuevamente es enviado a los sótanos.
El 25, el área de Pakrac fue fuertemente atacada, había muchos de heridos graves para evacuar mientras que los combatientes estaban al final de su disponibilidad de munición. Ello incluía a los heridos, enfermos y enfermos mentales del hospital. El día 26, unos cien miembros de la Unidad de Policía Especial Omega reforzados por una compañía de la ZNG Bjelovar rompieron el bloqueo siguiendo la dirección Kukunjevac - Lipik. El día siguiente, estas fuerzas se replegaron en dirección a Daruvar a través de Omanovac, dejando el paso libre.
El 26 de septiembre, un convoy de la Cruz Roja Internacional, que trataba de evacuar a los pacientes, fue detenido por milicianos serbios en la aldea de Dobrovac, al oeste de Lipik.
El 27, el Centro Sanitario sufrió el impacto de unas 100 granadas. El ataque directo hacia el hospital desde las alturas del día 28 fue grabado en vídeos ampliamente difundidos.
El 29, el centro fue atacado nuevamente causando una gran devastación. La entrada fue dañada, al igual que la cocina, el pabellón de neurología y la sala de fisioterapia. Los cables de electricidad, el suministro de agua y el sistema de calefacción sufren nuevos daños.

## Evacuación del Hospital
En septiembre, en el hospital de Pakrac ya no había condiciones elementales de vida para los 300  pacientes allí alojados (pabellón psiquiátrico), de los cuales 260 eran psiquiátricos. Las instalaciones no tenían agua potable ni comida. Desde el 23 no había electricidad. Además, sufría de ataques constantes de fuego directo desde el otro lado del valle.
Ante el deterioro progresivo de la situación, el Secretario de Salud y Acción Social de Pakrac, Djordje Gunjević, intentó negociar con los serbios sin resultado. Ello, sumado al fracaso del intento de la evacuación de la Cruz Roja Internacional, las autoridades croatas decidieron que se debía proceder al traslado de los pacientes.
La tarde del 28, bajo responsabilidad de Gunjević y con supervisión del Ministro de Salud de Croacia, Dr Andrija Hebrang, se desarrolló el plan en el Hotel Kutina. Gunjević le dio las instrucciones al director de psiquiatría, Dr. Nikola Zelić, la policía y la Guardia Nacional Croata. La empresa Kutinski Čazmatrans proveería seis autobuses para el transporte.
El plan de Gunjević preveía una serie de medidas. "...Los pacientes que no se pueden mover deben pasar antes que los que se pueden mover y del personal sanitario hacia la calle Gupca a través del puente. La evacuación debe realizarse en el mayor silencio (si es necesario, los pacientes deben recibir un sedante). Serán evacuados en seis autobuses, que los llevarán a Vrapče (60-80 pacientes), Jankomir (50 pacientes), Popovac (100 -120 pacientes) y otros a Bjelovar (20 pacientes) y Novi Marof (hasta 20 pacientes geriátricos). Durante el día no se debe notar mayor actividad en el hospital. Los pacientes deben llevar solo el equipaje más básico y los legajos médicos obligatorios.."
29 de septiembre de 1991
Los autobuses, aproximadamente a las 1100 horas del 29, por razones del secreto, se trasladaron a la fábrica Mode de Garešnica en intervalos prolongados y permanecen en su estacionamiento esperando la señal de partida hacia el hospital. El camino de marcha fue a través de Dežanovc, Trojeglava, Kapetanovo Polje, Ploštine y Donja Obrijež, donde fue encontrado por el jefe de la defensa de Pakrac, Stjepan Širac. Desde allí marcharon con luces apagadas posicionándose en la calle Matije Gupca, detrás del Centro de Salud. 
Los miembros de la Guardia Nacional Croata de Pakrac y Prekopakra junto con el personal médico prepararon adecuadamente la evacuación. Los pacientes fueron adecuados, en secreto, durante el día. Los que no se podían movilizar fueron envueltos en mantas oscuras. Se dieron sedantes a la mayoría, particularmente a aquellos que estaban agitados o molestos.

La acción se inició a las 0730 aproximadamente, en completa oscuridad por razones de seguridad. La evacuación se desarrolló en forma perfectamente organizada. Su duración fue de dos horas y media para el traslado de 280 pacientes. Con ladrillos y maderas se improvisó un puente de circunstancia sobre el río Pakra detrás del edificio del pabellón de psiquiatría ya que el cruce por el puente de hierro existente era muy arriesgado. Los evacuados se debieron desplazar unos cien metros por terreno difícil. Los combatientes y personal del hospital abrieron camino.
"No se trataba solo de pacientes del Departamento de Psiquiatría, sino también de pacientes del Departamento de Cuidados Intensivos, Cirugía y Enfermedades Infecciosas, que hubo un total de 62 pacientes inmóviles y muy pocos pacientes móviles, quienes fueron transportados al autobús juntos por trabajadores de la salud y guardias, y también ayudaron muchos pacientes. Otros pacientes se trasladaron de Psiquiatría al autobús con ayuda. Los ciudadanos de esa parte de la ciudad vinieron a ver lo que estaba pasando y se unieron al convoy y abandonaron sus casas junto con él". Đorđe Gunjević
Ni bien llegaron los ómnibus, se empezaron cargar a los heridos y enfermos. Los miembros del ZNG recibían a los pacientes e implementando el sistema de estafeta los llevaban a través del río. Lo peor lo llevaron a cabo aquellos que tuvieron que caminar por el lecho del río mientras a los enfermos los llevaban utilizando el puente improvisado. En el momento del cruce, además de los combatientes y el personal sanitario, ayudaban también algunas personas levemente heridas. Los primeros tres ómnibus abandonaron la ciudad individualmente y los últimos tres lo hicieron juntos.
Durante la evacuación, la situación fue calma. Cuando los transportes abandonaban el lugar se desató un nutrido fuego de artillería serbio, sin ocasionar víctimas. Alrededor de la una y media de la mañana, la columna salió por Matkovac (oeste de Prekopakra), Batinjani, Veliki Banovac, Donja Obrijež, Kutina.
 

Djordje Gunjević recordó en el año 2017:
"Con las enfermeras acordamos darles a los pacientes algo para que se calmaran, de modo que pudiéramos pasarlos fácilmente sobre el Pakra al autobús, pero la intención de calmarlos no funcionó. Acordamos improvisar un puente sobre el río. Quiero agradecer especialmente a los muchachos que estaban en el río, y lo más difícil fue cuando movíamos a los inmóviles. Durante la acción, fue bastante pacífico en lo que respecta al fuego hacia el hospital, pero en el momento en que se completó la evacuación y cuando salió el último autobús, se produjo un ataque y tuvimos alejarnos rápido de él. Gracias a Dios, nadie ha muerto, todos estamos vivos."
 

Marko Martinelli, el jefe de la compañía de la ZNG del sector, con 40 personas, estuvo a cargo del traslado desde el hospital a través del río Pakra hacia los ómnibus, muchos de los cuales no se podían mover. Martinelli recordó en 2018: 
"Cuando comenzó la evacuación, estaba justo al lado de la salida del edificio a través del cual recibía a los enfermos del sótano. Estaban asustados, inquietos, algunos resistían y eran agresivos. Pero ciertamente nos las arreglamos para calmarlos: hablamos con ellos para ir a casa, en un viaje, y a los más jóvenes para ir a una discoteca y lugares similares. Eran unos trescientos y la mayoría serbios. No sé cuánto duró la evacuación, pero no tuvo fin. Lo peor fue con los desfavorecidos. Cuando terminaron, entré en el sótano para comprobar que no quedaba nadie. Estaba oscuro. La habitación se veía gloriosa. Hubo un silencio mortal, hedor y oscuridad". 

## Hechos posteriores
Durante el resto de la guerra, las instalaciones no fueron empleadas como nosocomio. Con el arribo de UNPROFOR, la parte sur fue utilizada por sus contingentes inicialmente canadiense y luego argentino. La denominación de entonces fue "Hospital Base".
Después del alto el fuego del 2 de enero de 1992, se readecuó el sistema de salud de la ciudad. En septiembre, se estableció un Centro de Salud en Pakrac con servicios de  neurología, internación, ginecología, psiquiatría y laboratorios bioquímicos.
En 1996, comenzó a emplearse nuevamente el edificio más nuevo del Centro de Salud. Se renovó la planta baja y primer piso para unidades de cuidados intensivos, así como ginecología, cirugía, maternidad, laboratorio bioquímico, transfusión, farmacia hospitalaria, radiología  y departamento de hemodiálisis. 
En 1998 comenzó a trabajar de nuevo en patología. 
A partir del enero de 2018, se divide el Centro en Hospital de Veteranos y el Hospital General Pakrac.
Actualmente (2019) tiene 76 camas para enfermedades agudas, 11 de hospitalización diaria y 25 camas para un tratamiento prolongado. Emplea a 38 médicos. El número total de empleados permanentes es de 240. Sus especialidades son cirugía, medicina interna, ginecología, pediatría, anestesia, hemodiálisis, ortopedia, urología, neurología, psiquiatría, transfusión, patología, bioquímica médica, microbiología, oftalmología y otorrinolaringología.